# Blockadebrecher

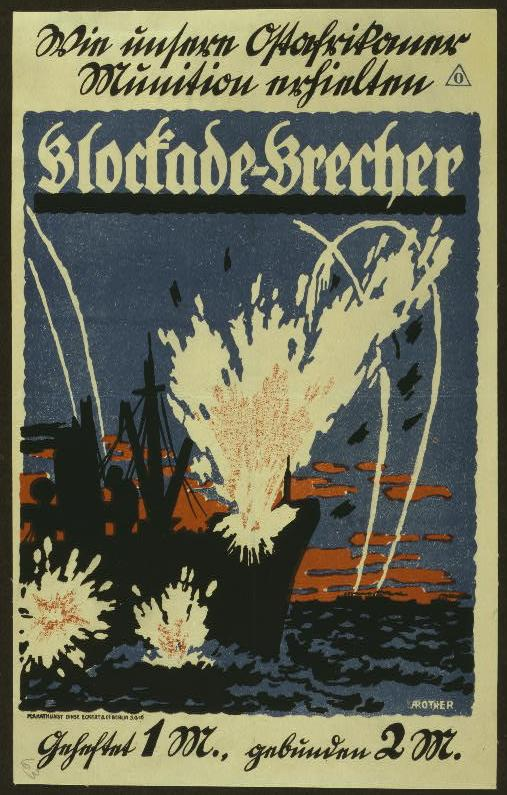
Wie unsere Ostafrikaner Munition erhielten. Illustration des Blockadebrechers Marie im Ersten Weltkrieg

Als Blockadebrecher bezeichnet man Schiffe (selten andere Verkehrsmittel), denen es während eines Krieges gelingt, eine Seeblockade zu durchbrechen, um den Zielhafen bzw. die hohe See zu erreichen. Viele Blockadebrecher waren bewaffnet, um auch den Handelsverkehr der Gegner zu stören (Handelsstörer).

## Geschichte
Die Vitalienbrüder, unter ihnen Klaus Störtebeker, begannen ihre Laufbahn auf Blockadebrechern bei der Belagerung von Stockholm.
Seeblockaden und Versuche, diese zu durchbrechen, gab es auch in größerem Maßstab, so zum Beispiel die französische Kontinentalsperre zur Zeit der Napoleonischen Kriege oder die Seeblockade der Konföderation während des Amerikanischen Bürgerkrieges.
Im Ersten Weltkrieg errichtete Großbritannien eine umfängliche Seeblockade in der Nordsee. Dennoch konnte die Blockade durch deutsche U-Boote und vereinzelt auch durch Überwasserschiffe, vor allem Hilfskreuzer und Hilfsschiffe, durchbrochen werden.
Im Zweiten Weltkrieg gelang es einer kleinen Anzahl deutscher Handelsschiffe, die vom Ausbruch des Krieges in weit entfernten ausländischen Häfen überrascht wurden, durch die anfangs noch recht durchlässige britische Seeblockade nach Deutschland zurückzukehren, das wohl bekannteste Beispiel war der Passagierdampfer Bremen.
Für die eigentliche Kriegführung und die Versorgung Deutschlands mit bestimmten Rohstoffen (wie insbesondere Kautschuk) waren jedoch die von 1941 bis Ende 1943 vom Marinesonderdienst auf der Route Japan–Europa eingesetzten Blockadebrecher von erheblich größerer Bedeutung. Umgekehrt wurden Chemikalien, Maschinenteile und andere kriegswichtige Güter von Europa nach Ostasien verschifft. In beide Richtungen wurden deutsche Frachtschiffe, aber auch italienische sowie erbeutete Schiffe eingesetzt. Der letzte Blockadebrecher, dem der Durchbruch noch gelang, war die Osorno, die im Dezember 1943 die Gironde erreichte. Danach musste die Zufuhr kriegswichtiger Rohstoffe von und nach Ostasien durch Überwasserschiffe wegen der nahezu lückenlosen Feindüberwachung unterbleiben. Schon seit 1942 wurde diese Aufgabe daher auch von großen deutschen U-Booten (Monsun-Boote) sowie italienischen und japanischen U-Booten (Yanagi-Mission) durchgeführt.
Im Zweiten Weltkrieg wurde von deutscher Seite für erfolgreichen Durchbruch ein Abzeichen für Blockadebrecher gestiftet.

## Bekannte Blockadebrecher

### Sezessionskrieg

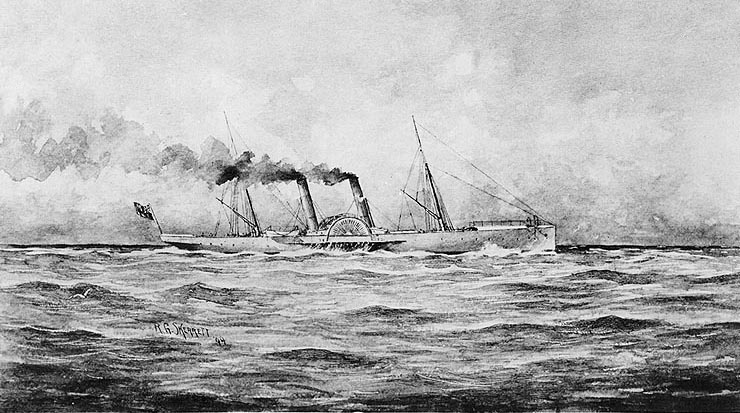
Banshee

- Alabama – führte zwei Jahre Kaperkrieg auf Seiten der Südstaaten (vor der französischen Küste versenkt)
- Die Banshee war ein speziell konstruierter Blockadebrecher, um Waren in die Konföderation aus- und einzuführen.
- Sumter – durchbrach 1861 die Blockade der Nordstaaten an der Mündung des Mississippi, führte anschließend Handelskrieg für die Konföderation und wurde unter dem Namen Gibraltar von Liverpool als Blockadebrecher in die Südstaaten eingesetzt (Verbleib unklar)

### Erster Weltkrieg
- Deutschland – durchbrach als Handels-U-Boot mehrmals die Nordsee-Blockade, um kriegswichtige Fracht von und nach Nordamerika zu transportieren (später als U-Kreuzer eingesetzt)
- Libau – durchbrach die Nordsee-Blockade, um irische Aufständische zu unterstützen (vorzeitig vom Feind gestellt und selbstversenkt)
- Marie – durchbrach die Nordsee- und Ostafrika-Blockade, um die deutsche Schutztruppe zu versorgen (erfolgreiches Entladen und Wiederauslaufen)
- Rubens – durchbrach die Nordsee- und Ostafrika-Blockade, um die deutsche Schutztruppe zu versorgen (auf Grund gesetzt, aber Ladung geborgen)
- LZ 104 – Luftschiff, das eigens zur Versorgung von Deutsch-Ostafrika und zur Brechung der Seeblockaden gebaut wurde (Fahrtabbruch aufgrund Rückrufbefehl)

### Zweiter Weltkrieg
- Ermland – fuhr als erster Blockadebrecher von Japan (Kobe) nach Europa (Bordeaux)
- Rio Grande – fuhr fünf Fahrten als Blockadebrecher
- Osorno – war der letzte deutsche Blockadebrecher, der die französische Küste erreichte

## Einsatz von Blockadebrechern im Zweiten Weltkrieg
1940/41:
Seereise um das Kap Hoorn:
- Ermland (ab 1941: Weserland) (Schwesterschiff der Münsterland) – Dezember 1940 bis April 1941 Versorgung Orion und Admiral Scheer; fuhr als erster Blockadebrecher von Japan (Kobe) nach Europa (Bordeaux)
- Ole Jacob, später Benno – von Dezember 1940 bis Juli 1941 von Japan (Kobe) nach Europa (Bordeaux) unterwegs, ab 30. August 1941 als Benno war eine Reise geplant, welche aber nicht durchgeführt wurde; ab 22. Dezember 1941 (Bordeaux) auf Reisen und am 24. Dezember 1941 vor Nordspanien durch Flugzeuge der 22. Squadron RAF versenkt
- Elbe – ab Ende April 1941 von Dairen aus unterwegs, wurde am 6. Juni 1941 vor den Azoren durch Flugzeuge der Eagle versenkt, welche nach der Bismarck suchten
- Regensburg – von Mai 1941 bis Juni 1941 von Japan (Dairen) nach Europa (Bordeaux) in der ersten von vier Fahrten unterwegs
- Ramses – ab Mitte Mai 1941 von Dairen aus in der ersten von zwei Fahrten unterwegs, kehrte nach dem Verlust der Elbe um
- Anneliese Essberger – von Ende Juni 1941 bis September 1941 von Japan (Dairen) nach Europa (Bordeaux) in der ersten von zwei Fahrten unterwegs
- Odenwald – wurde auf dem Weg von Japan (Yokohama) nach Europa im Zuge der Amerikanischen Neutralitätspatrouille durch die Omaha aufgebracht
- Rio Grande – von Ende September 1941 bis Anfang Dezember 1941 von Europa (Bordeaux) nach Japan (Osaka) in der ersten von fünf Fahrten unterwegs
- Burgenland (Schwesterschiff der Kulmerland) – von Ende September 1941 bis Mitte Dezember 1941 von Japan (Kobe) nach Europa (Bordeaux) in der ersten von vier Fahrten unterwegs
- Kota Pinang – ab Ende September 1941 von Bordeaux aus unterwegs, wurde am 3. Oktober 1941 vor den Azoren durch die HMS Kenia gestellt und selbstversenkt
- Elsa Essberger – von Mitte Oktober 1941 bis Mitte Januar 1942 von Japan (Sasebo) nach Europa (El Ferrol) unterwegs
- Spreewald – ab Ende Oktober 1941 von Dairen aus unterwegs, fiel am 31. Januar 1942 irrtümlich dem deutschen U-Boot U 333 zum Opfer
- Portland (Schwesterschiff der Rhakotis) – Oktober 1941 (Bordeaux) bis Januar 1942 (Osaka) Versorgung Kormoran (ersten von drei Fahrten)
- Pietro Orseolo – von Mitte Oktober 1941 bis Mitte Januar 1942 von Japan (Sasebo) nach Europa (El Ferrol) in der ersten von drei Fahrten unterwegs
- Cortelazzo – von Mitte Oktober 1941 bis Mitte Januar 1942 von Japan (Dairen) nach Europa (Bordeaux) in der ersten von zwei Fahrten unterwegs

Seereise um das Kap der Guten Hoffnung:
- Osorno – von Ende Dezember 1941 bis Februar 1942 von Japan (Kobe) nach Europa (Bordeaux) in der ersten von zwei Fahrten unterwegs

1942:
- Doggerbank – war eine Prise des Hilfskreuzers Atlantis, die zum Blockadebrecher und Minenleger umgerüstet wurde, ab Ende Januar 1942 von Europa (Bordeaux) nach Japan (Kobe) in der ersten von zwei Fahrten unterwegs
- Rio Grande – von Ende Januar 1942 bis Mitte April 1942 von Japan (Kobe) nach Europa (Bordeaux) in der zweiten von fünf Fahrten unterwegs
- Fusijama – von Anfang Februar 1942 bis Ende April 1942 von Japan (Kobe) nach Europa (Bordeaux) unterwegs
- Münsterland (Schwesterschiff der Ermland) – von Mitte Februar 1942 bis Mitte Mai 1942 von Japan (Yokohama) nach Europa (Bordeaux) unterwegs
- Portland – von Ende Februar 1942 bis Mitte Mai 1942 von Japan (Yokohama) nach Europa (Bordeaux) in der zweiten von drei Fahrten unterwegs
- Tannenfels – von Anfang März 1942 bis Mitte Mai 1942 von Europa (Bordeaux) nach Japan (Yokohama) in der ersten von zwei Fahrten unterwegs
- Dresden – von Mitte April 1942 (Bordeaux) bis Juni 1942 (Yokohama) Versorgung Doggerbank (erste von zwei Fahrten)
- Regensburg – von Anfang Mai 1942 (Bordeaux) bis Anfang Juli 1942 (Yokohama) Versorgung Thor in der zweiten von vier Fahrten unterwegs
- Tannenfels – von Anfang August 1942 (Yokohama) bis Anfang November 1942 (Bordeaux) Versorgung Thor, Michel, Stier in der zweiten von zwei Fahrten unterwegs
- Dresden – von Anfang August 1942 (Yokohama) bis Anfang November 1942 (Bordeaux) in der zweiten von zwei Fahrten unterwegs
- Kulmerland (Schwesterschiff der Burgenland) – von Ende August 1942 bis Anfang November 1942 von Japan (Dairen) nach Europa (Bordeaux)
- Uckermarck – von Anfang September 1942 (Bordeaux) bis Ende November 1942 (Yokohama)
- Regensburg – ab September 1942 (Kobe) in der dritten von vier Fahrten unterwegs, am 11. Oktober 1942 durch die USS Searaven in der Sundastraße beschädigt und in Singapur repariert
- Weserland ex Ermland (Schwesterschiff der Münsterland) – von Mitte September 1942 (Bordeaux) bis Anfang Dezember 1942 (Yokohama) in der ersten von drei Fahrten als Weserland unterwegs
- Rhakotis (Schwesterschiff der Portland) – ab Ende September 1942 (Yokohama) unterwegs, wurde Anfang 1943 bei Annäherung des britischen Kreuzers Scylla im Atlantik selbstversenkt
- Himalaya – italienischer Blockadebrecher, verließ Eritrea im März 1941 und gelangte über Brasilien am 30. August 1941 nach Bordeaux
- Rio Grande – ab Ende September 1942 von Europa (Bordeaux) nach Japan in der dritten von fünf Fahrten unterwegs
- Pietro Orseolo – von Anfang Oktober 1942 bis Mitte Dezember 1942 von Europa (Bordeaux) nach Japan (Kobe) in der zweiten von drei Fahrten unterwegs
- Burgenland (Schwesterschiff der Kulmerland) – von Anfang Oktober 1942 bis Mitte Januar 1943 von Europa (Bordeaux) nach Japan (Kobe) in der zweiten von vier Fahrten unterwegs
- Irene – von Mitte Oktober 1942 bis Dezember 1942 von Europa (Bordeaux) nach Japan (Kobe) in der ersten von zwei Fahrten unterwegs
- Ramses – ab Mitte Oktober 1942 (Kobe) in der zweiten von zwei Fahrten unterwegs, wurde bei Annäherung eines australisch-niederländischen Flottenverbands mit HMAS Adelaide im Indischen Ozean am 28. November 1942 selbstversenkt
- Anneliese Essberger – ab Anfang November 1942 von Europa (Bordeaux) in der zweiten von zwei Fahrten unterwegs, am 21. November 1942 wurde das Schiff vor St. Pauls durch die Milwaukee gestellt und selbstversenkt
- Karin – von Anfang November 1942 bis Januar 1943 von Europa (Bordeaux) nach Japan (Shonan) in der ersten von zwei Fahrten unterwegs
- Hohenfriedberg – ab Mitte November 1942 bis Dezember 1942 von Japan (Yokohama) unterwegs, am 26. Februar 1943 wurde das Schiff im Kap Finisterre durch die HMS Sussex gestellt und selbstversenkt
- Rossbach – ab Mitte November 1942 von Japan (Kobe) unterwegs, kehrte nach Batavia zurück
- Cortelazzo – ab Ende November 1942 von Europa (Bordeaux) in der zweiten von zwei Fahrten unterwegs, am 30. November 1942 in der Biskaya von der HMS Redoubt versenkt
- Germania – ab Mitte Dezember 1942 von Europa (Bordeaux), am 15. Dezember 1942 im Kap Finisterre durch die HMS Redoubt gestellt und selbstversenkt
- Doggerbank – ab Mitte Dezember 1942 von Japan (Kobe) in der zweiten von zwei Fahrten unterwegs, am 3. März 1943 irrtümlich durch U 43 versenkt

1943:
- Weserland ex Ermland (Schwesterschiff der Münsterland) – ab Anfang Januar 1943 (Yokohama) in der zweiten von drei Fahrten als Weserland unterwegs, kehrte nach Batavia zurück
- Pietro Orseolo – von Ende Januar 1943 bis Anfang April 1943 von Japan (Kobe) nach Europa (Bordeaux) in der dritten von drei Fahrten unterwegs, das Schiff wurde am 1. April 1943 in der Biskaya durch die USS Shad beschädigt
- Rio Grande – ab Ende Januar 1943 von Japan (Yokohama) in der vierten von fünf Fahrten unterwegs, kehrte dann aber wieder nach Yokohama zurück
- Irene – ab Anfang Februar 1943 von Singapur in der zweiten von zwei Fahrten unterwegs, am 10. April 1943 im Kap Finisterre durch die HMS Adventure gestellt und selbstversenkt
- Karin – ab Anfang Februar 1943 von Singapur in der zweiten von zwei Fahrten unterwegs, am 10. April 1943 in der Natal-Freetown-Enge durch die Savannah gestellt und selbstversenkt
- Regensburg – ab Anfang Februar 1943 (Batavia) in der vierten von vier Fahrten unterwegs, am 30. März 1943 in der Dänemarkstraße durch die Glasgow versenkt
- Burgenland (Schwesterschiff der Kulmerland) – ab Anfang Februar 1943 von Japan (Kobe) in der dritten von vier Fahrten unterwegs, kehrte von Batavia nach Kobe zurück
- Portland – ab Februar 1943 von Europa (Bordeaux) in der dritten von drei Fahrten unterwegs, am 13. April 1943 durch die FFS Georges Leygues gestellt und selbstversenkt
- Rio Grande – ab Anfang Oktober 1943 von Japan (Yokohama) in der fünften von fünf Fahrten unterwegs, am 4. Januar 1944 in der Natal-Freetown-Enge durch die USS Omaha gestellt und selbstversenkt
- Weserland ex Ermland (Schwesterschiff der Münsterland) – ab Ende Oktober 1943 (Yokohama) in der dritten von drei Fahrten als Weserland unterwegs, am 2. Januar 1944 im Südatlantik durch die USS Somers versenkt
- Burgenland (Schwesterschiff der Kulmerland) – ab Ende Oktober 1943 von Japan (Yokohama) in der vierten von vier Fahrten unterwegs, am 5. Januar 1944 in der Natal-Freetown-Enge durch die USS Omaha gestellt und selbstversenkt
- Osorno „Bernau“ – von Anfang Oktober 1943 bis Ende Dezember 1943 von Japan (Kobe) nach Europa (Gironde) in der zweiten von zwei Fahrten unterwegs, war damit der letzte deutsche Blockadebrecher, der die französische Küste erreichte, lief in der Gironde auf ein Wrack auf und wurde sinkend auf den Strand gesetzt und anschließend gelöscht
- Alsterufer „Trave“ – ab Anfang Oktober 1943 von Japan (Kobe), am 27. Dezember 1943 im Nordatlantik durch Fliegerbomben versenkt

Ab 1944 wurden keine Transporte mehr mit Blockadebrechern durchgeführt, da die Verluste der Schiffe stiegen und die Sicherung nicht mehr aufrechterhalten werden konnte. Bereits ab 1942 waren deutsche, aber auch japanische U-Boote für den Transport von kriegswichtigen Rohstoffen von und nach Ostasien eingesetzt worden.

## Sonstiges
Auch in der Literatur findet sich das Thema des Blockadedurchbruchs wieder, etwa bei Jules Vernes Die Blockadebrecher, einer Abenteuer-Kurzgeschichte, die zur Zeit des Amerikanischen Bürgerkrieges spielt.